# Eurylana arcuata
Eurylana arcuata är en kräftdjursart som först beskrevs av Hale 1925.  Eurylana arcuata ingår i släktet Eurylana och familjen Cirolanidae.
Artens utbredningsområde är havet kring Nya Zeeland. Inga underarter finns listade i Catalogue of Life.